# Distoleon michaelae
Distoleon michaelae är en insektsart som först beskrevs av Auber 1957.  Distoleon michaelae ingår i släktet Distoleon och familjen myrlejonsländor. Inga underarter finns listade i Catalogue of Life.